# Żółno
Żółno – osada leśna w Polsce położona w województwie pomorskim, w powiecie kościerskim, w gminie Lipusz.